# Hemidactylus beninensis
Hemidactylus beninensis är en ödleart som beskrevs av  Bauer, Tchibozo PAUWELS och LENGLET 2006. Hemidactylus beninensis ingår i släktet Hemidactylus och familjen geckoödlor. Inga underarter finns listade i Catalogue of Life.
Denna ödla är endast känd från en liten region i Benin. Kanske sträcker sig utbredningsområdet fram till Nigeria. Fyndplatsen är kullig. Habitatet utgörs av klippiga savanner. Enligt en annan källa vistas arten i skogar nära träskmarker. Honor lägger ägg.
Populationens storlek är okänd men den antas vara stor. IUCN listar arten som livskraftig (LC).